# Friedrich August Walchner

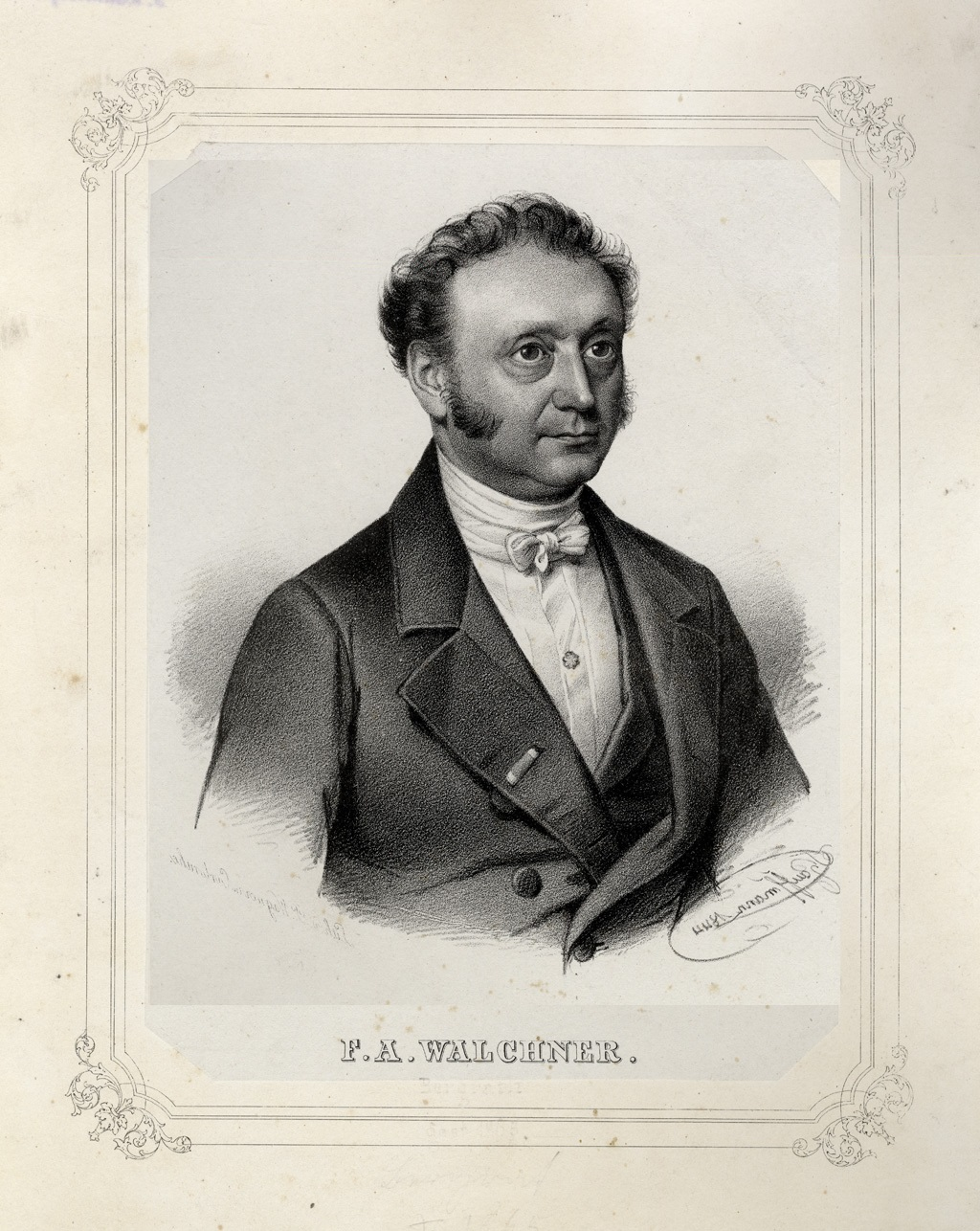
Walchner 1844

Friedrich August Walchner (* 2. September 1799 in Meersburg; † 17. Februar 1865 in Karlsruhe) war ein deutscher Geologe, Chemiker, Mineraloge und Politiker.

## Leben
Walchner, Sohn des Juristen Kasimir Walchner, studierte in Göttingen und Freiburg und wurde 1817 Mitglied des Corps Rhenania Freiburg. In Freiburg war er auch Mitglied der burschenschaftlichen Genossenschaft/Verein zur Bearbeitung wissenschaftlicher Gegenstände und ab 1818 der Alten Freiburger Burschenschaft. In Freiburg habilitierte er sich im Jahre 1823 und wurde dort Privatdozent und a.o. Professor.
1825 wurde er als einer von zwölf Lehrkräften an die damals neu gegründete Polytechnische Schule Karlsruhe berufen, wo er als Professor für Mineralogie, Geognosie und Chemie tätig war. Von 1833 bis 1836 bekleidete er dort das Amt des Direktors des Polytechnikums. 1847 erkannte er den Nickelgehalt der Erze bei Horbach, das Bergwerk wurde ihm zu Ehren Friedrich-August-Grube benannt.
1833 wurde er Abgeordneter der Zweiten Kammer des Badischen Ständeversammlung für den Wahlbezirk Karlsruhe II. 1848 war er Mitglied des Vorparlaments.
Er wurde in die Direktion des Forst- und Bergwesens im Großherzogtum Baden berufen. Seit 1838 Bergrat, wurde er 1855 pensioniert.
1848 wurde er zum korrespondierenden Mitglied der Bayerischen Akademie der Wissenschaften gewählt.

## Ehrungen
- 1838: Orden vom Zähringer Löwen, Ritter

## Veröffentlichungen (Auswahl)
- Handbuch der Mineralogie und Geognosie. 2 Bände, 1832–1833 (= Lorenz Oken: Allgemeine Naturgeschichte für alle Stände, Teil 1. Stuttgart 1833–1841).
- Lehrbuch der unorganischen Chemie. 1849.
- Darstellung der geologischen Verhältnisse der am Nordrande des Schwarzwaldes hervortretenden Mineralquellen. 1849.
- Handbuch der Geognosie. 1851.